# 富山刑務所
富山刑務所（とやまけいむしょ）は、富山県富山市西荒屋にある、法務省矯正局の名古屋矯正管区に属する刑務所。
かつては下部機関として高岡拘置支所の1か所の支所が存在していたが、2021年（令和3年）3月に廃止された。

## 所在地
- 〒939-8251 富山県富山市西荒屋285-1 
  - 富山空港から車ですぐ
  - 北陸自動車道 富山ICから約5分
  - 北陸新幹線富山駅より富山地鉄バス「八尾･鏡町」または「総合運動公園」行きに乗車し、「西荒屋北口」で下車。

## 収容分類級
- B級

再犯者の短期処遇が目的の刑務所である。

## 収容定員
- 505人（受刑者441人、未決収容者64名）[2]

## 沿革
1871年（明治4年）、牢獄が富山城址に設置された。
1881年（明治14年）5月28日、石川県富山囚獄懲役署を、石川県富山監獄署と改称。
1883年（明治16年）4月、石川県富山監獄署が富山監獄支署と改められ、同年2月24日の出口変更の願い出を受けて、同年5月9日に出口変更の工事に着手した。同年7月に富山県監獄本署と改められ、高岡、魚津に支署を設けた。1886年（明治19年）には、高岡、魚津の支所が監獄に昇格したものの、1890年（明治23年）6月に廃止された。
富山監獄所時代の1888年（明治21年）には、同所の囚人を分駐して、現在の富山市大沢野地区に『大沢野外役所』を設置していた。
1899年（明治32年）6月5日、富山城西の丸跡にあった県富山監獄署が西田地方（後の西中野町）に移転。同年6月中に再び高岡、魚津に支署を設けたものの1902年（明治35年）に魚津支署が廃止された。1903年（明治36年）4月に司法省直轄の施設となる。1905年（明治38年）4月には高岡支署も主張所に改められた。1913年（大正2年）5月、管制改正により金沢監獄富山分監となる。
1920年（大正9年）11月14日、金沢監獄富山分署として堀川村（現・富山市）に新築落成し、1921年（大正10年）4月に再度富山監獄となり、1924年（大正13年）12月に管制改正により金沢刑務所富山支所となった。1945年（昭和20年）には富山大空襲により施設の大半を焼失。1947年（昭和22年）4月に復旧工事完了および本所に昇格したことに伴い現在の名称『富山刑務所』に改称された。施設の老朽化に伴い、1966年（昭和41年）7月に施設の移転について富山市と協議が開始され、1972年（昭和47年）1月11日に移転が決定し、1973年（昭和48年）に現在地の刑務所が着工（1974年〔昭和49年〕1月に新築工事着手）、1974年（昭和49年）度中の完成を目標に工事を進め、1975年（昭和50年）2月に竣工、同年6月3日に現在地へ移転した。
旧刑務所の跡地には1982年度までに富山市城南公園と富山市科学博物館として整備された。

## 組織
所長の下に2部1課を持つ2部制である。
- 総務部（庶務課、会計課、用度課）
- 処遇部（処遇担当、企画担当）
- 医務課

## 特記事項
- 特色ある刑務作業として神輿の製作がある。1976年から始った。完成まで4-6ヶ月かかり、担当の受刑者約10人で年30-40基製作している。神輿は7種類から選べ、価格は1基60万円から615万円で[16]、ケヤキ製の最高級神輿は2014年では2,739,000円（税込）。2025年2月時点で5,800基以上を納品、ふるさと納税の返礼品としても使われている。[17]なお、比較的短期の刑期の受刑者が多いため、技術を習得した頃に出所してしまうことが悩みでもある[16]。
- 木材工芸の技術指導施設もあり、社会復帰に向けて受刑者が訓練に励んでいる。
- 映画『あなたへ』の舞台ともなったほか、高倉健演じる指導技官のモデルは、2019年（平成31年）3月に定年退官した実在の指導技官である[16][18]。
- 2023年（令和5年）6月5日、単独室の便器などを破壊した受刑者の男が、器物損壊の疑いで富山地方検察庁に書類送検された[19]。